# Xantopsia
Xantopsia é uma perturbação visual caracterizada por todos os objetos observados pelo olho do doente parecerem amarelados (do grego xanthós, "amarelo" + ópsis "vista").
A xantopsia é um dos sintomas da intoxicação pela dedaleira. Especula-se que van Gogh sofreria de xantopsia, tendo assim o excesso da cor amarela em suas pinturas.